# Torsten Bréchôt
Torsten Oehmigen Bréchôt, né le 11 septembre 1964 à Schwerin, est un judoka ayant concouru sous les couleurs de l'Allemagne de l'Est.

## Carrière
Il est médaillé d'argent dans la catégorie des moins de 78 kg aux Championnats du monde de judo 1985 à Séoul, s'inclinant en finale face au Japonais Nobutoshi Hikage. Il remporte ensuite la médaille de bronze dans cette même catégorie aux Jeux olympiques d'été de 1988 à Séoul.